# Сатемо (Тержольский муниципалитет)
Сатемо (груз. სათემო) — село в Грузии, на территории Тержольского муниципалитета края (мхаре) Имеретия.

## География
Село находится в западной части Грузии, к северу от реки Квирилы, на расстоянии приблизительно 7 километров (по прямой) к северо-западу от города Тержола, административного центра муниципалитета. Абсолютная высота — 188 метров над уровнем моря.

## Население
По результатам официальной переписи населения 2014 года, в Сатемо проживало 303 человека (164 мужчины и 139 женщин). В национальной структуре населения грузины составляли 99,3 %, русские — 0,7 %.
| Год  | Население, человек |
| ---- | ------------------ |
| 2002 | 695                |
| 2014 | ↘ 303              |